# Carl Dau

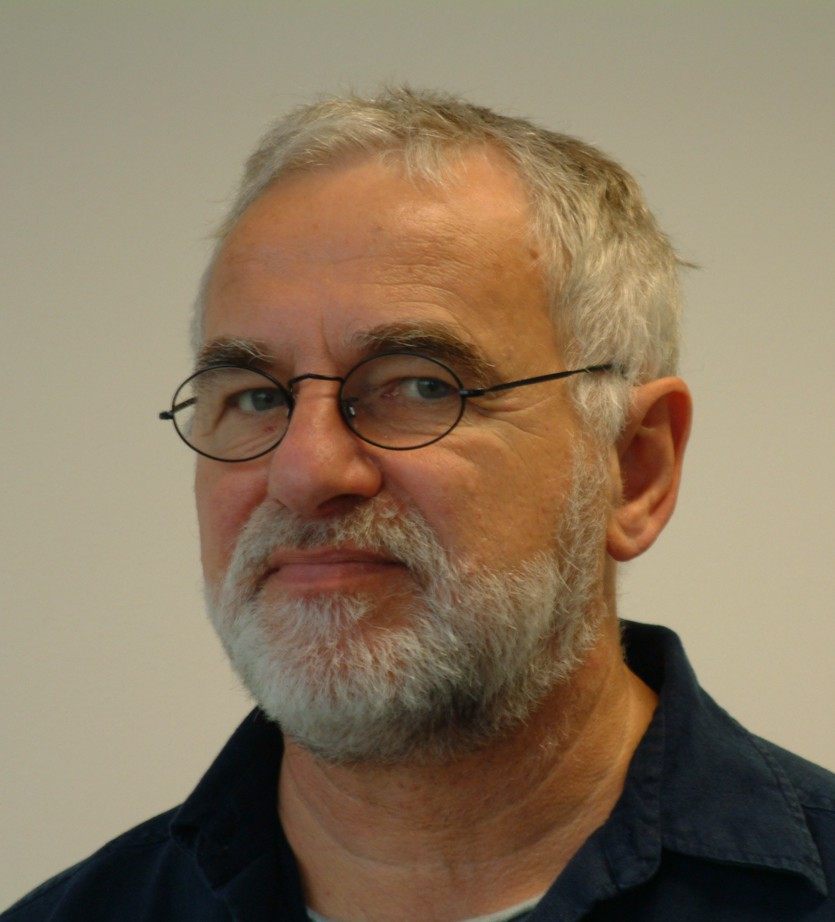
Carl Dau

Carl Dau (* 30. November 1942 in Thorn) ist ein deutscher Designer.

## Leben und Arbeit
Carl Dau wuchs in Brandenburg auf. 1960 beginnt er eine Seemannsausbildung in Bremen, danach fährt er vier Jahre bei der Handelsmarine. Mit 23 Jahren begann er die Goldschmiedelehre. 1972, unmittelbar nach der Meisterprüfung an der Zeichenakademie Hanau, ging er nach Berlin, um an der Hochschule für Bildende Künste ein weiteres Studium im Rahmen der Begabtenförderung im Handwerk zu absolvieren. Parallel zu diesem Studiengang baute er in Berlin eine erste eigene Werkstatt auf und wurde Lehrer an der berufsbildenden Schule für Goldschmiede. Schließlich folgte zwischen 1976 und 1978 ein dritter Studiengang, ebenfalls an der Hochschule für Bildende Künste, diesmal jedoch im Bereich Industrial-Design.
1980 gab er den Lehrerberuf auf und machte sich selbständig.

In den ersten Jahren seiner freischaffenden Tätigkeit arbeitete Carl Dau allein und konzentrierte sich auf größere Objekten.

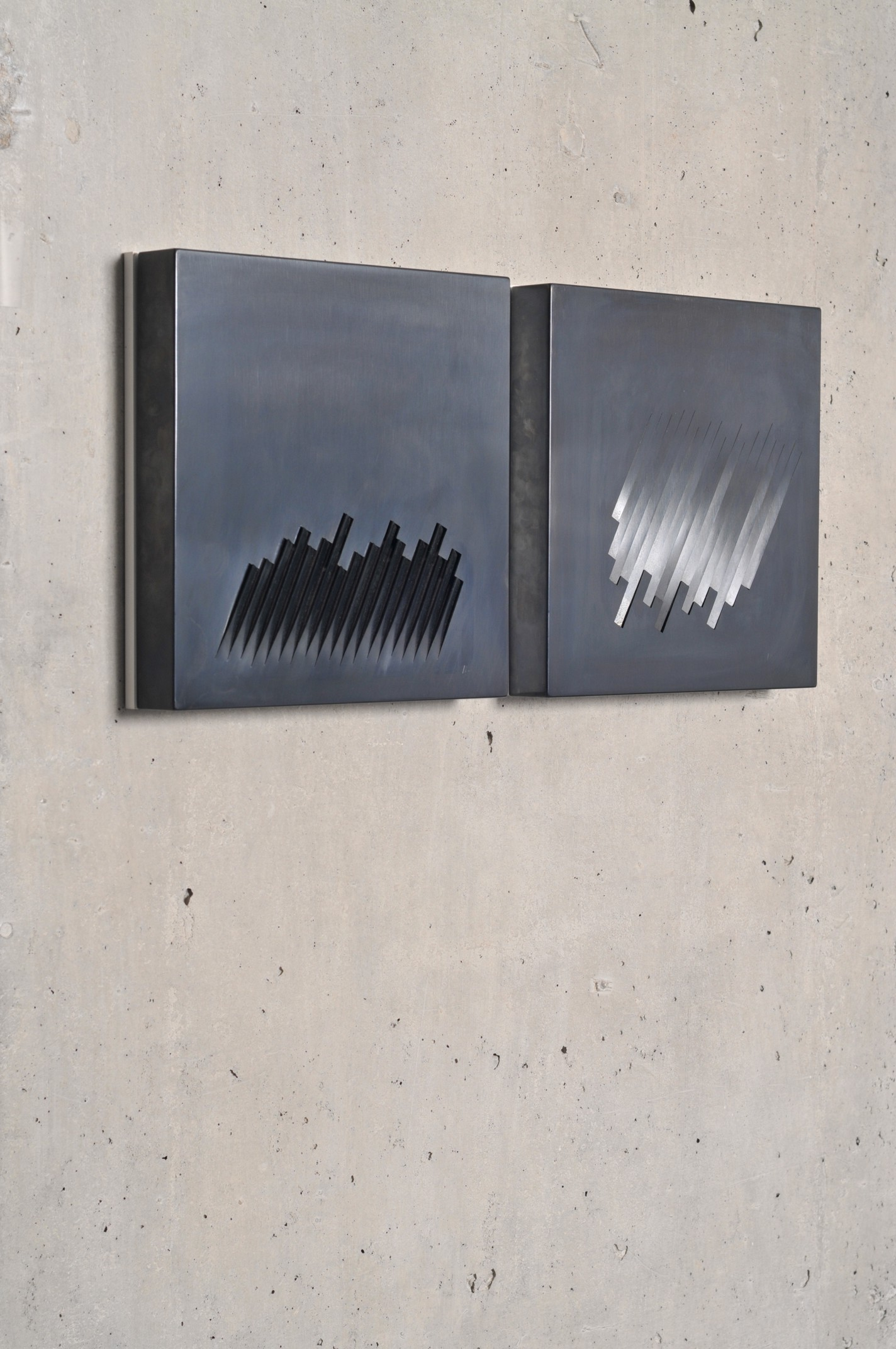
Objekt 1980

1983 verließ er das Schaffensgebiet der Objektkunst. Von diesem Zeitpunkt an widmete er sich und seine Arbeit ausschließlich dem Schmuck.

## Der Serienschmuck
Carl Dau hat während der Zeit seiner freischaffenden Tätigkeit eigentlich nie am Unikat gearbeitet. Seine Ambitionen waren immer auf die Serie gerichtet, wenn auch der Begriff der Serienmäßigkeit in der Zwischenzeit durchaus modifiziert und präzisiert wurde.
Die ersten Serien, die Anfang der achtziger Jahre entstanden, waren grafisch dominiert. Sie atmen noch deutlich Nachklänge der Objektkunst und erscheinen nicht selten wie kultivierte, verkleinerte Wandobjekte. Bevorzugte Formen waren Kreis, Dreieck und Quadrat die in unterschiedlichen Materialkombinationen und mit sehr verschiedenen grafischen Strukturen angeboten wurden.

## Zwischen Unikat und Konfektion
Seit 1996 arbeitet Carl Dau mit seinem Team im Werkstatt- und Atelierhaus in Berlin.
Im Gegensatz zur handwerklichen Fertigung wird, indem viele Teile bezogen werden, kompromisslos auf die Leistungsfähigkeit moderner Maschinen, auf die Präzision und das immer gleiche Erscheinungsbild der maschinellen Erzeugnisse gesetzt. Im Gegensatz zur industriellen Fertigung aber, wo in weiten Bereichen immer noch eine quasi-handwerkliche Formensprache gepflegt wird, wird hier die maschinelle Teilefertigung nicht verschleiert, sondern sichtbar gemacht.

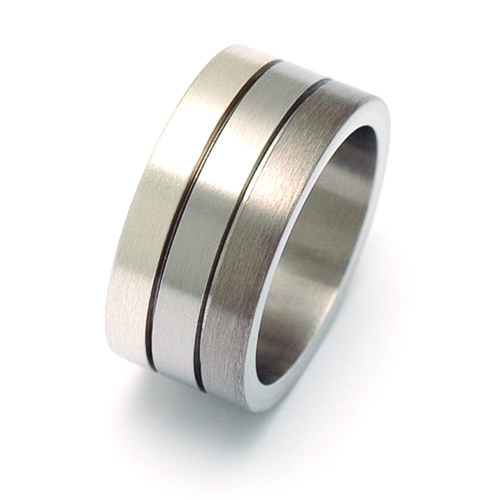
SR-A 10

Was seine Arbeiten von künstlerischen Unikaten unterscheidet, ist die scheinbar entpersönlichte Sachlichkeit der Lösungen sowie die von Zufällen und Emotionen befreite Gestaltung der Teile. Sicher entspricht diese Gestaltungsweise den Ambitionen des Gestalters; sie folgt aber vornehmlich und mit zwingender Notwendigkeit aus dem Seriencharakter dieses Schmucks.

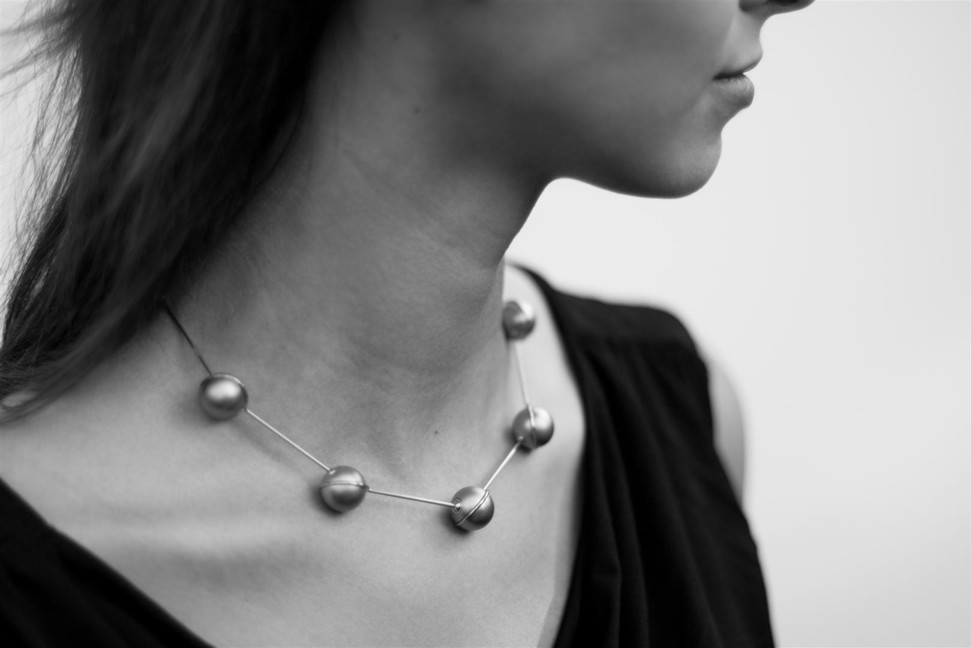
SK-B 11

Im Gegensatz zum üblichen Serienschmuck sind Daus Arbeiten jedoch geradezu Lehrbeispiele für Werk- und Materialgerechtigkeit.
Seit 2010 widmete sich Carl Dau, parallel zu der Schmuckgestaltung, der Kreation und Herstellung von Wandobjekten.

## Auszeichnungen
1983 Preis des Landes Berlin

1987 Hessischer Staatspreis für das Deutsche Kunsthandwerk

1988 Staatspreis des Landes Baden-Württemberg

2018 Schmuckdesign Award. 1. Platz in der Kategorie Silber/Edelstahl für das Armband ar-oval

## Museen und Sammlungen (Auswahl)
- Kunstgewerbemuseum Berlin
- Goldschmiedehaus Hanau
- Museum für Kunst und Gewerbe Hamburg
- MAK – Museum für angewandte Kunst Frankfurt